# لوییزا جیکوبسن
لوییزا جیکوبسن گامر (انگلیسی: Louisa Jacobson Gummer؛ زادهٔ ۱۲ ژوئن ۱۹۹۱) بازیگر اهل ایالات متحده آمریکا است. او کوچک‌ترین فرزند بازیگر مریل استریپ است و مدرک کارشناسی ارشد در بازیگری را از مدرسه درام ییل دریافت کرده است. جیکوبسن بیشتر برای ایفای نقش در مجموعهٔ عصر طلایی محصول شبکهٔ اچ‌بی‌او شناخته می‌شود.

## اوایل زندگی
لوییزا جیکوبسن در ۱۲ ژوئن ۱۹۹۱ در لس آنجلس، کالیفرنیا، ایالات متحده به دنیا آمد. او فرزند بازیگر مریل استریپ و مجسمه‌ساز دان گامر است. جیکوبسن خواهر کوچکتر موسیقی‌دان هنری گامر و بازیگران میمی گامر و گریس گامر است. او تحصیلات دبیرستانی خود را در مدرسهٔ پالی پرپ کانتری دی گذراند و در سال ۲۰۱۳ با مدرک روان‌شناسی از کالج واسر فارغ‌التحصیل شد. جیکوبسن همچنین در دورهٔ تابستانی سه هفته‌ای آکادمی درام بریتانیا و آمریکا در آکسفورد شرکت کرد و سپس از مدرسهٔ درام ییل با مدرک کارشناسی ارشد هنرهای زیبا در رشتهٔ بازیگری فارغ‌التحصیل شد.

## زندگی شخصی
در روز شنبه، ۲۲ ژوئن ۲۰۲۴، لوییزا جیکوبسن هم‌زمان با ماه افتخار به صورت علنی خود را کوئیر معرفی کرد و رابطه‌اش با شریک زندگی‌اش، آنا بلاندل را علنی ساخت. او در حساب کاربری اینستاگرام خود نوشت: «خوشبختم که وارد دوران نوین و سرشار از شادی شده‌ام، عزیزم» و این پیام را با ایموجی‌های پرچم رنگین‌کمان همراه کرد.

## فیلم‌شناسی
| سال        | عنوان          | نقش          | توضیحات                   |
| ---------- | -------------- | ------------ | ------------------------- |
| ۲۰۱۹       | Gone Hollywood | تریش اسپارکی | پایلوت تلویزیونی پخش نشده |
| ۲۰۲۲–اکنون | عصر طلایی      | مارین بروک   | ۱۷ قسمت                   |
| ۲۰۲۵       | مادی‌گرایان     | شارلوت       | فیلم بلند                 |